# Thrapsanó (dème)
Le dème de Thrapsanó, en grec moderne : Δήμος Θραψανού, est une ancienne municipalité du district régional de Héraklion, en Crète, en Grèce. Il a existé entre 1999 et 2010. Depuis la réforme du gouvernement local de 2011, il fait partie du dème de Minóa Pediáda, dont il est devenu une unité municipale.
Selon le recensement de 2001, l'ancien dème avait un total de 2 616 habitants et une superficie de 37 292 ha.